# Erich Neumann
Erich Neumann (Berlim, 23 de janeiro de 1905 — Tel Aviv, 5 de novembro de 1960) foi um psicólogo e  escritor alemão, tido como um dos mais talentosos alunos de Carl Jung.
Recebeu o Ph.D. em Filosofia da Universidade de Berlim em 1927. Mais tarde, mudou-se para Tel Aviv. Por muitos anos, regularmente retornou a Zurique, na Suíça, para realizar estudos no C. G. Jung Institute. Lecionou também na França, na Inglaterra e na Holanda; foi membro da Associação Internacional de Psicologia Analítica e presidente da Associação Israelense de Psicologia Analítica. Clinicou em psicologia analítica na cidade de Tel Aviv de 1934 até sua morte em 1960.

## Livros
Os trabalhos mais conhecidos são Die große Mutter ("A grande mãe") e História da Origem da Consciência. Outra obra, Depth Psychology and a New Ethic, refletem sobre a capacidade destrutiva humana e sobre os meios que a mente refere-se à sombra.
Neumann desenvolveu estudos sobre os arquétipos femininos em A Arte e o Inconsciente Cirativo, O Medo do Feminino, e Amor e Psiquê.